# Marimar
Marimar är en mexikansk såpopera (från åren 1994), med Thalía och Eduardo Capetillo i huvudrollerna.

## Rollista (i urval)
- Thalía som Marimar Pérez de Santibáñez / Bella Aldama
- Eduardo Capetillo som Sergio Santibáñez
- Chantal Andere som Angélica de Santibañez
- Miguel Palmer som Gustavo Aldama
- Alfonso Iturralde som Renato Santibañez
- René Muñoz som Padre Porres
- Marta Zamora som Perfecta
- Ada Carrasco som Mamá Cruz
- Pituka de Foronda som Tía Esperanza
- Luis Gatica som Chuy
- Kenia Gascón som Antonieta López
- Daniel Gauvry som Arturo
- Toño Infante som Nicandro Mejía
- Julia Marichal som Corazón
- Frances Ondiviela som Brenda
- Marisol Santacruz som Mónica
- Tito Guízar som Papá Pancho
- Guillermo García Cantú som Bernardo Duarte
- Ana Luisa Peluffo som Selva
- Agustín Manzo som själv
- Manuel Negrete som själv
- Julio Canessa som själv
- Martha Ofelia Galindo som Josefina
- Rafael del Villar som Esteban
- Nicky Mondellini som Gema
- Fernando M. Gutierrez som Chico
- Rosángela Balbó som Eugenia
- Ricardo Blume som Fernando Montenegro
- Juan Carlos Serrán som Ulises
- Amairani som Natalia Montenegro
- Marcelo Buquet som Rodolfo San Genís
- Serrana som Alina
- Indra Zuno som Inocencia del Castillo y Corcuera
- Hortensia Clavijo som La Kukaracha
- Patricia Navidad som Isabel
- Fernando Colunga som Adrian Rosales